# Unione nazionale per la lotta contro l'analfabetismo
L'Unione nazionale per la lotta contro l'analfabetismo, in acronimo UNLA, è un'associazione italiana riconosciuta dall'UNESCO.
L'articolo 1 dello statuto recita testualmente:
L'UNLA ha la sua sede centrale a Roma, mentre i suoi organi periferici hanno ambito locale e regionale.»

## Origini e attualità
Con la fine della seconda guerra mondiale, il governo italiano intraprese un'intensa campagna contro l'analfabetismo nel sud Italia. Dal 1947, quando fu approvata una legge speciale, il Ministero dell'Educazione attivò 11.000 corsi pubblici che furono frequentati da 30.000 tra adulti e giovani. Questa azione governativa fu parallela alla creazione di una serie di istituzioni private, di cui una delle più importanti fu l'Unione Nazionale per la Lotta all'Analfabetismo (UNLA).
Nel 1947, infatti, un gruppo di studiosi fonda l'UNLA e ne diventa presidente Francesco Saverio Nitti; gli succederanno il giurista Vincenzo Arangio-Ruiz, il matematico Gennaro Cassiani, la pedagogista Anna Lorenzetto, il senatore Salvatore Valitutti e il docente universitario Saverio Avveduto. L'attuale presidente è Vitaliano Gemelli.
Il lavoro dell'Unione per combattere l'analfabetismo suscitò grande interesse. Ottenne il supporto morale ed economico di numerose organizzazioni nazionali e internazionali.
Anche se il suo lavoro si svolse prevalentemente nel sud Italia, l'UNLA diffuse l'alfabetizzazione su tutto il territorio nazionale attraverso i Centri di Cultura Popolare.
Quei centri si chiamano oggi Centri di cultura per l'educazione permanente; in tutta Italia sono 50, concentrati soprattutto nel Mezzogiorno.

## Presidenti UNLA dal 1947
- Francesco Saverio Nitti (1947-1952)
- Vincenzo Arangio-Ruiz (1952-1964)
- Anna Lorenzetto (1964-1971)
- Gennaro Cassini (1971-1974)
- Anna Lorenzetto (1974-1981)
- Salvatore Valitutti (1981-1993)
- Saverio Avveduto (1993-2008)
- Vitaliano Gemelli (2008-oggi)